# Silvestro Buono
Silvestro Buono, noto anche come Silvestro De Buoni (... – 1480 circa), è stato un pittore italiano del Quattrocento, attivo a Napoli.
Figlio di Buono de' Buoni, fu allievo dello Zingaro e Donzelli. Si contraddistingue per i quadri di natura religiosa. Tra le sue opere va ricordata l'Assunzione della Vergine conservata nella chiesa di San Pietro Martire a Napoli. Ebbe come allievo il pittore Raimondo Epifanio. Alcune delle sue opere si incontrano nel comune di Tramonti (Sa) paesino della Costa d'Amalfi, in particolare nella frazione Pietre vi è un dipinto su tavola L'Immacolata del pittore datata fine 1500.